# Per amore di Elena
Per amore di Elena (For the Sake of Elena) è il quinto romanzo che Elizabeth George ha scritto per la serie dedicata all'ispettore Lynley di Scotland Yard.
Pubblicato nel 1992, tradotto in numerose lingue, in Italia è apparso nel 1993, edito da Mondadori; con il titolo Corsa verso il baratro è stato ripreso da Longanesi nel 2008.

## Trama
Elena ha vent'anni, studia a Cambridge, fa parte di alcune associazioni studentesche, compresa quella di atletica leggera. Nel buio di una mattina di novembre, esce per allenarsi e raggiunge un percorso lungo il fiume Cam. Qui viene aggredita al volto con un oggetto tanto pesante da spezzarle le ossa del viso e ucciderla molto in fretta. Dopo una mezz'ora, una pittrice di nome Sarah Gordon, uscita per dipingere, scopre il cadavere; allerta quindi la polizia che incomincia a setacciare il luogo.
Lynley si trova a Scotland Yard quando giunge la notizia dell'omicidio e la richiesta di un intervento. Ciò causa l'impazienza dei suoi colleghi, perché le motivazioni addotte sembrano pretestuose: motivi di competenza territoriale, il fatto che la vittima fosse l'unica figlia di un docente al vertice della carriera. Lynley però decide di accollarsi il caso e, avvertita Barbara Havers, si precipita a Cambridge. Effettivamente, a Cambridge ci sono alcuni attriti tra la comunità dell'università e la popolazione locale, ma anche all'interno dell'unità medico-legale, polemiche e accuse più o meno pesanti. Sul caso in questione, i medici addetti all'esame della salma non sono in grado di stabilire cosa possa aver costituito l'arma del delitto, perché le impronte lasciate dai colpi rimandano a un oggetto rotondo; si pensa a una bottiglia piena, ma la spiegazione non convince.
Così Lynley comincia la ricerca, ben presto affiancato da Havers, e si imbatte in un guazzabuglio sconcertante. La ragazza era sorda, ma in grado di parlare e leggere i movimenti delle labbra; a distanza comunicava attraverso un apparecchio che, sintonizzato con un altro uguale, permetteva di scrivere i messaggi sul monitor di un computer. La sera prima aveva scritto alla seconda moglie del padre, che solitamente l'accompagnava negli allenamenti, per dire che non si sarebbe presentata la mattina dopo.  Forse voleva allenarsi da sola, o forse la matrigna, che non poteva dimostrare di aver ricevuto il messaggio, aveva inventato una storia per non uscire con Elena. Era infatti andata a correre su un altro tragitto.
Quando Lynley può avvicinare la famiglia di Elena, si ritrova in una situazione irreale: il padre, Anthony Weaver, attualmente sposato con la brillante e pacata Justine, ha abbandonato quindici anni prima la madre di Elena e la bambina, e per tanto tempo si è estraniato dalla sua prima famiglia. Ora però pretende che l'ex moglie, Glyn, sia ospitata in casa e lei, piena di livore, non fa che accusare Anthony e Justine di averle tolto la figlia, di essere i responsabili della sua morte. Glyn non esita ad attaccare Justine, sperando che questa venga incriminata come assassina.
Inoltre si scopre che Elena aveva più di una relazione con uomini ed era rimasta incinta. Ciò avrebbe causato un enorme imbarazzo al padre, in procinto di vedersi assegnare la più prestigiosa cattedra di Storia medievale. Altri comportamenti atti a provocare il genitore, come un profitto scadente, erano stati oggetto dell'intervento del supervisore agli studi di Elena: tra gli altri stimoli, le era stata fatta presente la necessità di frequentare gli studenti affetti da sordità, allo scopo di condividere il loro mondo e di equilibrarsi nel riconoscimento di un handicap effettivo, che però il padre tendeva quasi a negare, arrecandole una specie di spostamento psicologico.
L'indagine subisce una svolta due mattine dopo, quando alla stessa ora e nello stesso luogo viene assassinata un'altra studentessa, Georgina Higgins-Hart, con tre colpi sparati da un fucile da caccia. Georgina ed Elena non si frequentavano e correvano per lo stesso club, ma non vivevano nello stesso college, cosicché le differenze nei due casi sembrano prevalere sulle coincidenze. Ma un'altra studentessa, Rosalyn Simpson, comprende che due mattine prima, sempre in allenamento, aveva visto una donna sul posto ed era stata vista da lei. Convinta che l'amica Georgina sia stata scambiata per lei, Rosalyn si presenta a Lynley e Havers e descrive la donna da lei vista: bionda e vestita di nero, pare proprio Justine.
Anche Glyn si fa avanti con una prova. Frugando nei cassetti dell'ex marito, ha trovato un dipinto su tela, ricoperto da macchie stratificate e deturpato da tre tagli. Glyn è convinta si tratti di un lavoro di Anthony, che la seconda moglie gli ha distrutto. Ormai Lynley è in procinto di arrestare Justine, prima però si rivolge a Penelope, sorella di Lady Helen, esperta di restauri, chiedendole di ricostruire con qualsiasi mezzo la figura originale del dipinto. Penelope attua varie tecniche fotografiche e svela che non Anthony, ma Sarah Gordon è l'autrice del lavoro. Inoltre Penelope riconosce in un disegno fatto da St. James (chiamato in soccorso a causa delle diatribe tra patologi) l'arma del delitto: un pestello. Sarah Gordon, guarda caso, si faceva i colori notoriamente da sola.
Lynley ha già conosciuto la pittrice, l'ha persino vista a sera inoltrata entrare nell'ufficio di Anthony. C'è un rapporto tra i due e ogni particolare può cambiare aspetto, ci vogliono prove, però. Portatosi a casa di Sarah, facendo un tragitto inconsueto, l'ispettore vede l'automobile di Anthony davanti alla casa, si insinua sul retro, coglie la conversazione tra i due, si accorge che l'uomo ha un fucile da caccia con sé. Interviene, non troppo tardi, coadiuvato dalla polizia locale che St. James ha avvertito e Havers ha guidato. L'irruzione evita il peggio, ma un colpo del fucile di Anthony ha colpito Sarah al braccio e la donna è in gravi condizioni, forse non dipingerà più.
La ricostruzione del dramma mette in luce che la pittrice era l'amante di Anthony, il quale sarebbe stato assai danneggiato se la cosa si fosse risaputa. Justine, indignata, aveva preteso la fine della relazione e la distruzione del quadro; Sarah, umiliata come donna e ferita come artista, aveva programmato la morte di Elena, per togliere ad Anthony il bene più prezioso, come lui aveva distrutto l'animo di lei, impresso nella tela. Barbara dichiara che questo uomo sia il vero istigatore del male arrecato alla figlia e alle sue donne, ma Lynley dice, con rammarico, che egli si salverà facilmente da qualsiasi condanna, compreso l'aver ridotto Sarah in condizione di non produrre mai più un'arte considerata perfetta.

## Personaggi
- Thomas Lynley, ispettore di Scotland Yard, celibe. In questo libro trova Helen a Cambridge e l'amore che prova per lei è assillante quanto il pensiero delle indagini.
- Barbara Havers, sergente di Scotland Yard, collaboratrice fissa di Lynley. Ormai sola con la madre sempre più grave, fa il tentativo di lasciarla in una casa di riposo, ma non regge al panico mostrato dalla mamma e al senso di colpa che prova lei stessa. Alla fine però comprende di non avere alternative sicure e accetta di affidare la madre a chi può serenamente accudirla.
- Simon Alcourt St. James, il suo intervento, dovuto a diatribe tra i medici legali del luogo, consente di comprendere quale oggetto è servito per il primo delitto.
- Lady Helen Clyde, si trova a Cambridge per assistere una sua sorella, con due gemelli piccoli e una neonata. Alla fine dell'indagine, parte con Lynley e accetta il suo amore.
- Penelope (Pen), sorella di Helen, depressa e incapace di fronteggiare le necessità quotidiane, soprattutto per causa del marito, scostante ed egoista. Esperta di arte, si rende utile a Lynley in vari modi e questo la risolleva e rinforza interiormente.
- Anthony Weaver, professore di Storia medievale a Cambridge e candidato alla cattedra più prestigiosa nel suo settore. Egocentrico e perbenista fino all'estremo, vorrebbe piegare le vite di quattro donne ai suoi desideri, suscitando un'aperta ribellione da parte della figlia.
- Glyn Weaver, prima moglie di Anthony e madre della loro figlia Elena, non perde occasione per tentare di colpire l'ex marito e la sua seconda moglie, arrivando a comportamenti incivili e discorsi crudeli.
- 'Elena Weaver, vent'anni, unica figlia di Anthony e Glyn. È affetta da sordità congenita e il padre non ha mai accettato questo handicap. Ha un comportamento trasgressivo e risultati scolastici lontani dagli standard di Cambridge. Inoltre i supervisori dei suoi studi le hanno quasi imposto di frequentare l'associazione universitaria degli studenti sordi, per condividerne le problematiche.
- Justine Weaver, seconda e più giovane moglie di Anthony e senza figli propri. Dotata di un autocontrollo e di una classe impareggiabili, ha accolto in casa l'ormai adulta Elena e, in seguito, Glyn, dalla quale ha solo gravi fastidi, peggiorati dall'ignavia del marito. Da tempo andava ogni mattina a correre insieme a Elena e questo la mette al primo posto tra i sospettati.
- Gareth Randolph, studente sordo, a capo dell'associazione studentesca cui appartiene anche Elena. Innamorato della ragazza, subisce da lei un rifiuto; ha miglior fortuna nel farle capire che il mondo dei sordi ha le sue prerogative, dalle quali lei si è in parte estraniata, perché educata come fosse normodotata.
- Sarah Gordon, pittrice di grande talento e fama, è anche divenuta amante di Weaver, che da due anni prende lezioni di disegno da lei. Ha ritratto Elena, con cui aveva fatto amicizia, e dal suo punto di vista il quadro non era una commissione, ma un regalo che voleva fare ad Anthony.
- Signor Davies e Signor Jeffries, un uomo anziano e il suo cane, un collie. Per quanto strampalato, Norman Davies si rivela un prezioso testimone, al quale non si pensa, se non come a un tipo fastidioso. Dirimpettaio di Sarah Gordon, alla fine accoglie in casa il cane e il gatto della pittrice.

## Edizioni in italiano
- Elizabeth George, Per amore di Elena, traduzione di Grazia Maria Griffini, A. Mondadori, Milano 1993
- Elizabeth George, Corsa verso il baratro: romanzo, traduzione di Grazia Maria Griffini, Longanesi, Milano 2008
- Elizabeth George, Corsa verso il baratro: romanzo, traduzione di Grazia Maria Griffini, TEA, Milano 2011
- Elizabeth George, Corsa verso il baratro, traduzione Grazia Maria Griffini, Superpocket, Milano 2011

## Opere derivate
Il romanzo ha ispirato l'omonimo episodio, quarto della prima stagione,  della serie televisiva The Inspector Lynley Mysteries, trasmesso il 22 aprile 2002.